# マヤ (漫画)
『マヤ』は、須藤真澄による漫画短編集。2004年に刊行された。
須藤の説明によると、タイトルの「マヤ」は、漫画『ガラスの仮面』の主人公北島マヤに由来するという。この短編集は他社から刊行した短編集『あゆみ』と対になっているが、タイトルを決める際、自身が購入し読んで頭の中がそれでいっぱいとなっていた、『ガラスの仮面』を思い出し、「（姫川）あゆみの次はマヤである」と考えたという。

## 単行本所収作一覧

### プラネット・フィーダー
初出：ふゅーじょんぷろだくと『COMIC BOX』vol.53（1988年）
中学生の薫が人生の最初に見た夢は、自分を妊娠している母の上に現れた象が胎内に入ってきて、生まれる前の自分に挨拶をするというものだった。その日、小学生の弟の「たら」たちが日食の観測のために中学校に来て望遠鏡を借りた。「たら」は理科委員だったため、黒点を観測して図に描くと、それを自宅に持ち帰り、夜に枕の下に敷いて寝た。すると夜中に薫がかつて夢に見たのと同じ象が「たら」の上に現れ、黒点の図を懐かしそうに眺めた。そして目が覚めた薫に、自分たちが太陽から生まれて地球に降り注ぎ、人々の頭の中に次々に入っていることを話した。黒点は彼らが炎となって太陽から飛び出していった跡だと言う。象たちは自分たちが何のために生まれてきたか知らなかったが、いつか他の太陽にたどり着く時まで地球に降り続け、太陽にまた飲み込まれて死ぬ時まで生き続けるのだと薫に語る。薫と共に表へ出た象は、夜明けの光景を見た後、地中に消えていった。

### フェアリー・テイルで会いましょう
初出：小学館『ぴょんぴょん』1992年3月号
大木空（おおきそら）は転校先の学校でクラスメイトになかなか入り込めなかった。3日後の「卒業生を送る会」で上演する「ヘンゼルとグレーテル」の準備でクラスメイトが忙しくしている様子に耐えかねて帰宅し、お気に入りの「ヘンゼルとグレーテル」の絵本を開くと、挿絵の魔女がニヤリと笑い、同時に空は絵本の世界に引きずり込まれてしまった。空は大魔女から魔女の弟子「B」の名を与えられ、先にこの世界へ来た少女「A」と共に魔女の手伝いをさせられる。水晶玉に映った元の世界では、空は昏睡状態となり、家族が心配しているが、クラスメイトは空のことは気にかけていなかった。やがて「A」の策略で、空はこの世界に来るきっかけとなった鍵を手に入れ、元の世界に戻るために水晶玉に刺した。しかし空は、この世界に留まろうとする「A」の手を引き、共に水晶玉に引きずり込まれていった。戻った場所は空の転入先の教室だった。そして弟子「A」とは、このクラスの、長期休学中の由美だった。

### 全国博物館ルポ
初出：ふゅーじょんぷろだくと『COMIC BOX』vol.28 - 35（1986年 - 1987年）
以下の各施設の紹介。ただし多くはフィクションである。
- 高平ゴム市松人形館（東京都豊島区）
- 水原崎バードアイランド（千葉県安房郡江尻町）
- 恐竜研究資料博物館（福井県武生市）
- 大法螺寺（京都府留蚕郡黒蚕山）- 妖怪を扱う

### 水間（みま）の民族
初出：東京三世社『WHAT』1986年1月号
新婚旅行から帰ったゾエアとラピス。旅行中のゾエアに手紙が届き、2人は差出人が指定した湖に行く。湖の畔で1人になったゾエアに謎の男が近づき、ボートに乗せて湖面に出ると、湖に近い、ゾエアの母の生まれた村の話を始める。そこでは人や動物や鳥の中に、鱗に覆われ水の中でしか生きられない者が生まれることがあり、そうした異形の者はこの湖に捨てられる。その男は異形の姿で生まれたゾエアの兄であった。兄はゾエアと精神を入れ替えると、ゾエアに成りすましてラピスと共に帰宅していた。しかし兄の目的は、自分を捨てた母への復讐だった。斧を振り上げた兄を異形のゾエアが止める。母の表情に、捨てた自分のことを覚えていることに気付く兄。異形のゾエアが兄を連れ去り、翌朝、ゾエアの遺体だけが見つかる。その体のところどころに鱗が現れていた。

### うさぎ
初出：秋田書店『きららセーズ』1999年1月号
CGで描かれたかわいらしいうさぎが多数登場。見開き2ページのファンタジックな作品。

### タコよ!
初出：朝日ソノラマ月刊『デュオ』（1984年）
若い夫婦が朝食の前にたこ焼きを購入。

### コトホギの日
初出：早川書房『SFマガジン』1988年12月号
駄菓子屋の長女、16歳の「あたし」には、流産のため生まれてこなかった兄がいた。彼女が生まれる時、母の胎内に一緒にいた兄の魂を連れてきたが、兄が頭のあたりにいる気配を感じるものの姿を見ることができなかった。正月、駄菓子屋に来た子供には兄が見えた。その子に連れられて兄は家を出て行ってしまう。春、母の妊娠が判明。「あたし」は兄を出迎える時を楽しみにしている。

### 雪魚の棲処（ゆきなのすみか）
初出：ふゅーじょんぷろだくと『COMIC BOX』vol.75（1990年）
ヒマラヤとおぼしき高山の村が舞台。ナディは隣村で僧侶になるために修行をしており、久し振りに村へ帰ってきた。少女パニは彼との再会を期待しているが、彼女に思いを寄せる少年バダルは、パニがお気に入りの花が咲いている無人寺に彼女を連れて行く。バダルが誤って古井戸に落ちかかると、井戸の底に男性がいるのが判明。布を繋いで垂らすと、大きな魚が上がってきた。魚はバダルたちに「わしがこの世に生まれてきた理由」を知りたいと訴えたため、パニはナディに会わせることとする。魚は、かつて住んでいた海が陸と陸がぶつかって盛り上がった際に、わずかな水と共にこの高山に押し上げられた。そして自分が生まれてきた理由を知るためだけに生き続けてきた、と語った。ナディや村人が自分の生まれた理由をそれぞれ答える様子に、魚は嬉しさを感じ、その様子に村人達も喜ぶ。それでさらに嬉しいと感じた魚は、自分が世界と交流をしたかったと気付く。彼を川に放すべく村人達が総出で運ぶが、魚の命は川を目前に尽きてしまった。やむを得ず死体に火を着けると、おいしそうな匂いが充満し、村人は皆で魚の肉を食べた。「わしは遠くまで行ける」と喜んだ魚の思いを受け止めつつ。

### 鶏頭樹（けいとうじゅ）
初出：ふゅーじょんぷろだくと『COMIC BOX』vol.58 - 59（1989年）
ある学校の生物部が飼っている新種の鶏が産んだ卵が割れると光が放たれ、浴びた人間が鶏になってしまった。学校の先生、生徒がほとんど鶏になった上に、その学校に古くからある大樹「鶏頭樹」も巨大な鶏と化してしまう。園芸部員のすぎなは、鶏頭樹を切り倒し、友人達が下校した後も学校に残り鶏の面倒を見続ける。数日後、鶏は人間に戻ることもないまま死んでいった。鶏頭樹の切り株に新芽を見つけて喜ぶすぎなだったが……。

### その他
単行本未収録および描き下ろしのイラスト数作品を収録。